# 下花輪
下花輪（しもはなわ）は千葉県流山市にある地名。郵便番号は270-0174。

## 地理
流山市の中部に位置する。西は江戸川に接する緑の色濃い区域であり、水田や畑、斜面林が広がる。2016年まで 東葛病院（流山セントラルパーク駅前に移転）が存在した。
東は桐ケ谷・谷、西は埼玉県吉川市三輪野江、南は三輪野山、北は上貝塚・谷と接している。

## 歴史

### 沿革
- 1869年（明治2年）　葛飾県葛飾郡下花輪村となる。
- 1871年（明治4年）　廃藩置県により印旛県葛飾郡下花輪村となる。
- 1873年（明治6年）　県の統合及び、郡の分割により千葉県東葛飾郡下花輪村となる。
- 1889年（明治22年）　東葛飾郡大畔村、小屋村、桐ケ谷村、北村、南村、谷村、上貝塚村、上新宿村、上新宿新田、平方村、平方村新田、平方原新田、中野久木村、深井新田、東深井村、西深井村と合併し、東葛飾郡新川村大字下花輪となる。
- 1951年（昭和26年）4月1日　流山町、八木村と合併し、東葛飾郡江戸川町大字下花輪となる。
- 1952年（昭和27年）1月1日　江戸川町が流山町に改称。東葛飾郡流山町大字下花輪となる。
- 1967年（昭和42年）1月1日　市制施行により、流山市大字下花輪となる。

## 世帯数と人口
2017年（平成29年）11月1日現在の世帯数と人口は以下の通りである。
| 大字   | 世帯数  | 人口  |
| ------ | ------- | ----- |
| 下花輪 | 102世帯 | 244人 |

## 小・中学校の学区
市立小・中学校に通う場合、学区は以下の通りとなる。
| 番地 | 小学校               | 中学校               |
| ---- | -------------------- | -------------------- |
| 全域 | 流山市立西初石小学校 | 流山市立西初石中学校 |

## 施設
- 勤医会東葛看護専門学校
- 流山市クリーンセンター

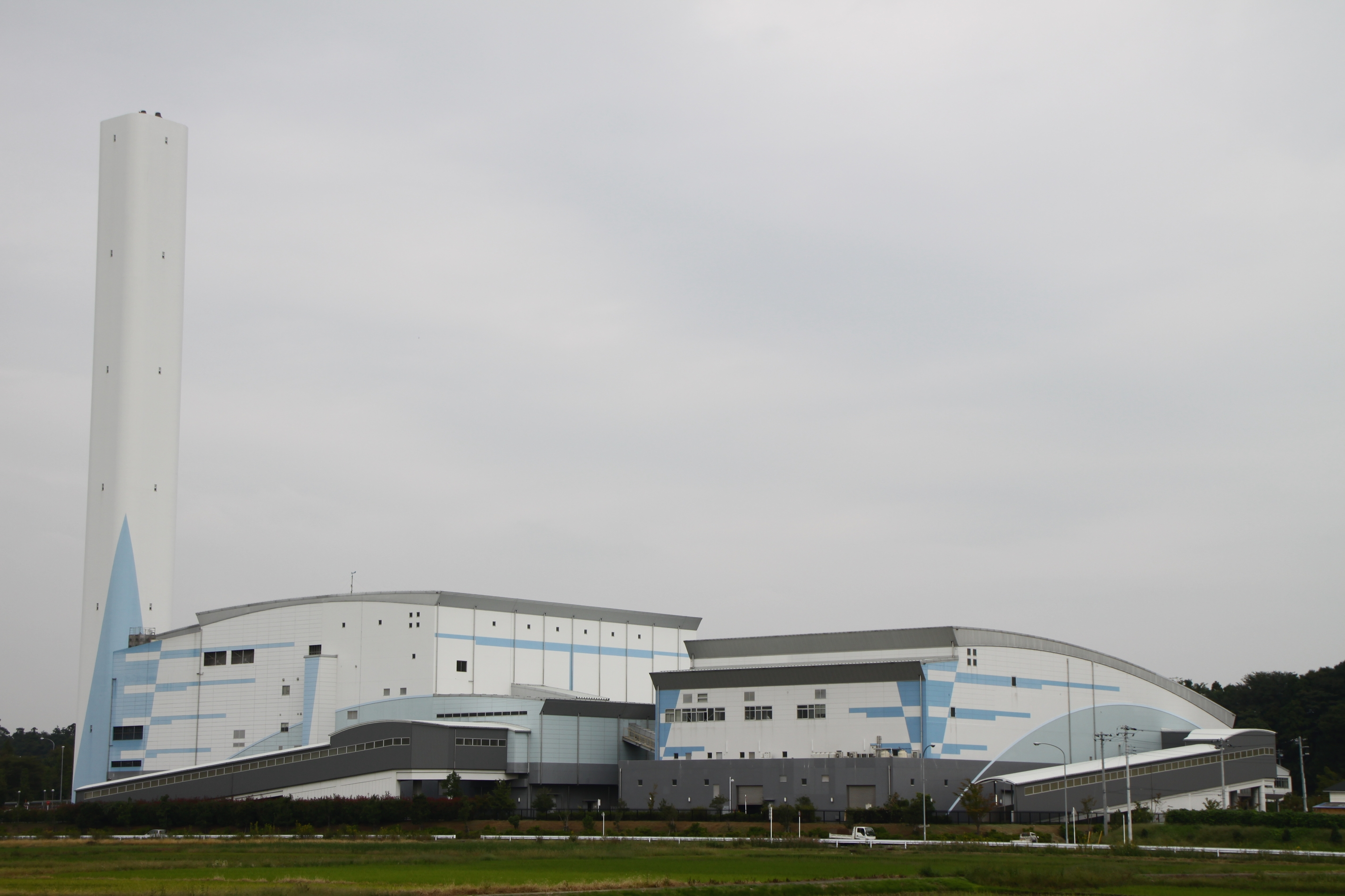
流山市クリーンセンター

- 下花輪福祉会館（ほっとプラザ下花輪）http://www.city.nagareyama.chiba.jp/institution/94/574/005573.html